# Cylindera germanica
Cylindera germanica (Linnaeus, 1758) è un coleottero carabide della sottofamiglia Cicindelinae.

## Descrizione
È un coleottero di dimensioni medio-piccole che variano tra gli 8 e gli 11 mm di lunghezza. Presenta un corpo stretto e allungato con elitre verdi, a volte bluastre.

## Biologia
Compare a maggio ed è visibile fino a luglio. Predilige ambienti spogli o con vegetazione sparsa, in vicinanza di terreni umidi. È un predatore attivo e caccia a terra, inseguendo le prede e tende a volare poco.

## Distribuzione e habitat
C. germanica è diffusa in tutta l'Europa, eccezion fatta per le isole del Mediterraneo.